# José Piendibene

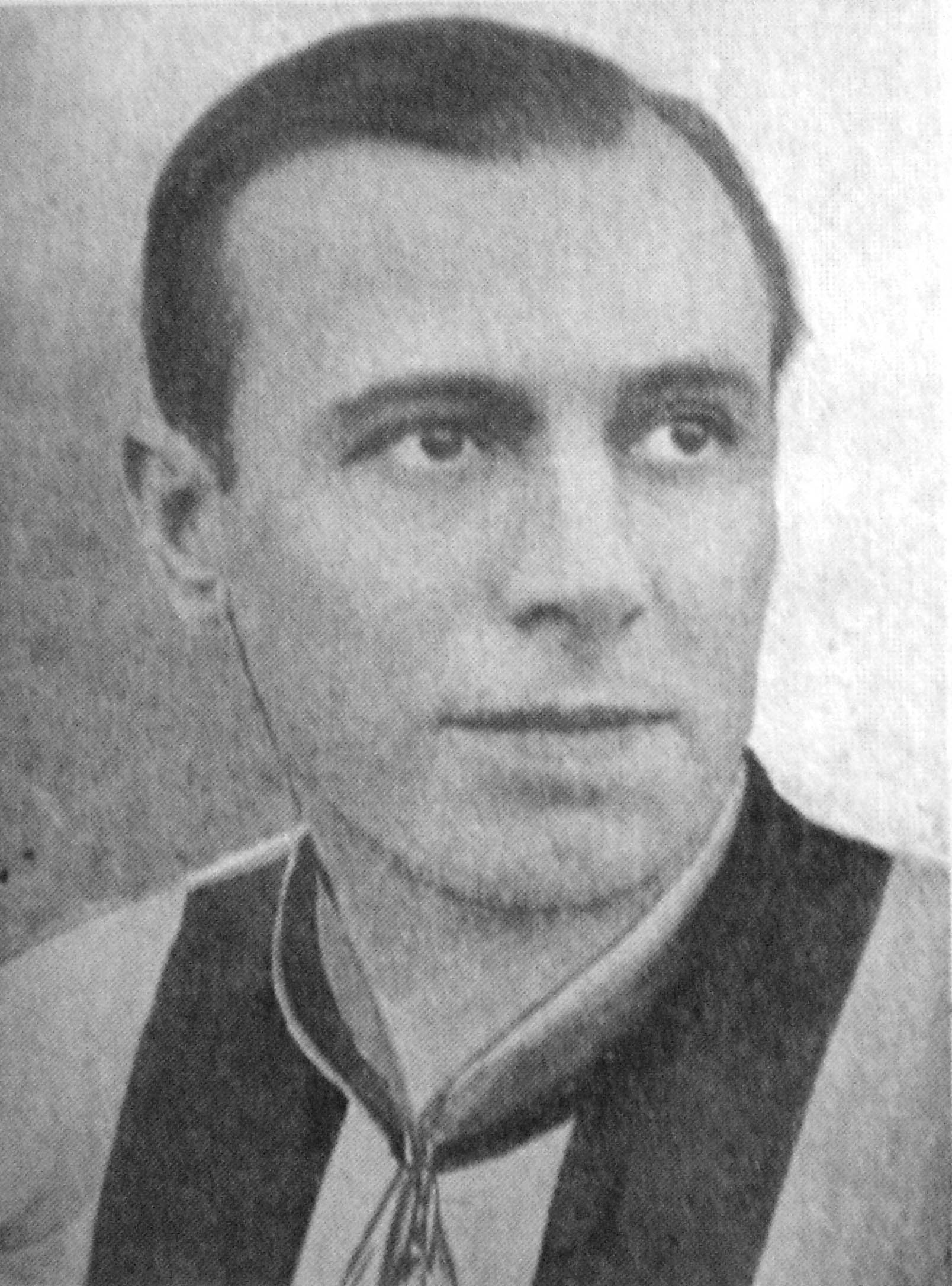
José Piendibene

José Miguel Piendibene Ferrari (* 5. Juni 1890; † 12. November 1969) war ein uruguayischer Fußballspieler.

## Spielerkarriere

### Verein

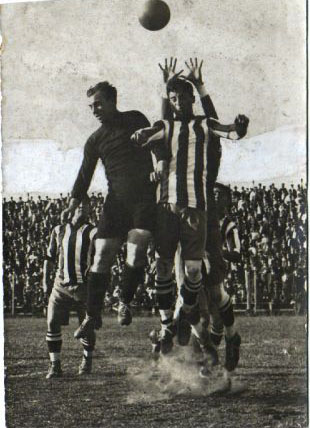
Piendibene in Aktion

Piendibene spielte von 1908 bis 1928 für Peñarol Montevideo. Während dieser Zeit gewann er mit den Carboneros sechs Meisterschaften. Piendibene bestritt insgesamt 469 Partien für die Aurinegros und steht damit an neunter Stelle der Liste aller aktuellen und ehemaligen Spieler. Er ist der Spieler Peñarols, der mit 62 bestrittenen Clásicos, davon 26 im Rahmen der Meisterschaft, die meisten wettbewerbsübergreifenden Einsätze in dieser Hinsicht in der Vereinsgeschichte aufweist. Mit seinen dabei erzielten 26 Treffern rangiert er in der Clásico-bezogenen Liste der erfolgreichsten Peñarol-Torschützen auf Rang zwei hinter Fernando Morena (27 Tore) und noch vor Pablo Bengoechea (21). (Stand der Ranglisten: 30. Juli 2011)

### Nationalmannschaft
Piendibene gab sein Debüt für die Uruguayische Fußballnationalmannschaft am 10. Oktober 1909 gegen Argentinien in Buenos Aires. Er spielte 14 Jahre in der Nationalmannschaft in 40 Spielen und schoss 20 Tore. Sein letztes Spiel für die Celeste machte er am 25. November 1923.

#### Copa Centenario Revolución de Mayo / Campeonato Sudamericano 1910
Piendibene kam zu zwei Spielen bei der inoffiziellen Copa América 1910.

#### Campeonato Sudamericano 1916
Beim Campeonato Sudamericano 1916 schoss Piendibene sein erstes Turniertor gegen Chile. Er beendete das Turnier mit zwei Toren und lag somit auf dem zweiten Platz in der Torjägerliste.

#### Campeonato Sudamericano 1917
Piendibene war Mitglied der Mannschaft beim Campeonato Sudamericano 1917, jedoch wurde er im Verlaufe des Turniers nicht eingesetzt.

#### Campeonato Sudamericano 1920
Uruguays Nationalmannschaft gewann 1920 ihre dritte Campeonato Sudamericano und Piendibene kam zu drei Spielen und schoss ein Tor.

#### Campeonato Sudamericano 1921
Beim Campeonato Sudamericano 1921 belegte Uruguay den dritten Platz und Piendibene schoss im Turnier ein Tor.

## Trainerlaufbahn
Piendibene wirkte 1942 auch als Trainer bei Peñarol.

## Erfolge

### Verein
- Club Atlético Peñarol
  - Meister der Primera División: 1911, 1918, 1921, 1924, 1926 & 1928

### Nationalmannschaft
- Uruguay
  - Südamerikameister: 1916, 1917, 1920